# Dp (digramme)
Cette page contient des caractères spéciaux ou non latins. S’ils s’affichent mal (▯, ?, etc.), consultez la page d’aide Unicode.
Pour les articles homonymes, voir DP.
Dp (minuscule dp) est un digramme de l'alphabet latin composé d'un D et d'un P.

## Linguistique
- En yele, le digramme « dp » sert à représenter le son [t͡p].

## Représentation informatique
Comme la majorité des digrammes, il n'existe aucun encodage de Dp sous un seul signe, il est toujours réalisé en accolant un D et un P.